# Negyedik generációs vadászrepülőgép

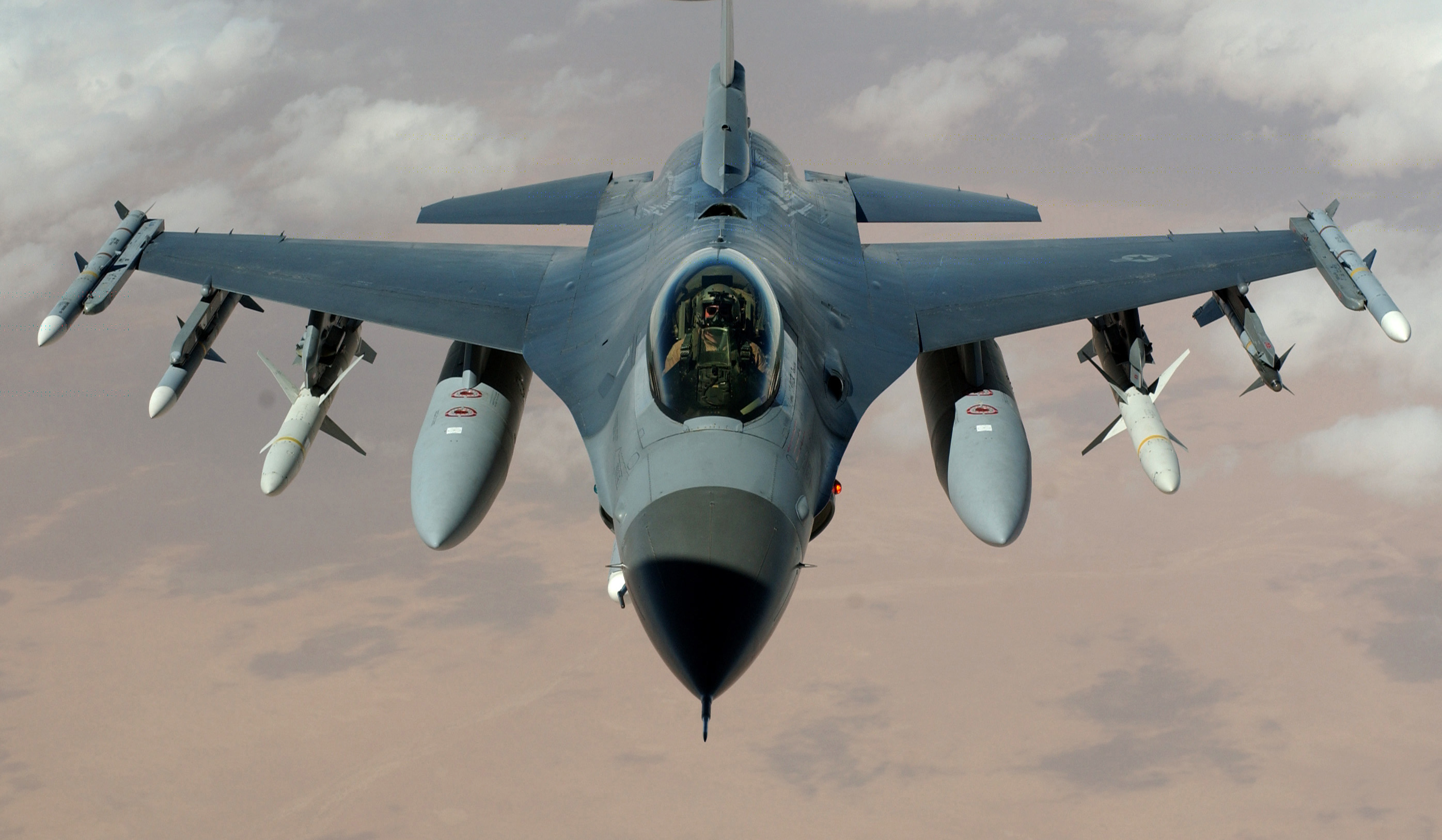
A negyedik generáció emblematikus repülőgépe: amerikai F–16 Fighting Falcon

A negyedik generációs harci repülőgépek az 1970-es évek közepétől az ezredfordulóig a helyi háborúk, elsősorban a vietnámi háború tapasztalatai alapján kifejlesztett repülőgépek. Jellemzőjük a rendkívül jó manőverezőképesség, az elődökénél lényegesen kisebb tömegű, de hatékonyabb elektronika. Ezek a repülőgépek általában többfunkciósak, azaz egyaránt használhatóak légi harcra, csapásmérésre és felderítésre. A legismertebb negyedik generációs vadászbombázó az F–16 Fighting Falcon A/B/C/D változatai, de ebbe a kategóriába tartozik a MiG–29, a Szu–27, az F-14 Tomcat, az F–15 Eagle, az F/A–18 Hornet A/B/C/D változatai, és a Mirage 2000.
Az 1990-es évek második felére több új, elsősorban európai vadászbombázó repülőgépet állítottak szolgálatba, melyek sokkal fejlettebbek a hetvenes-nyolcvanas évekre kifejlesztett, igazi negyedik generációs repülőgépeknél, de nem érik el az Amerikai Egyesült Államokban kifejlesztett ötödik generációs harci repülőgépek, az F–22 Raptor és az F–35 Lightning II műszaki színvonalát, ezeket a repülőgépeket általában 4+, vagy „négy és feledik generációsnak” nevezi a szakirodalom. Ilyen repülőgép a JAS 39 Gripen, az Eurofighter Typhoon, a Rafale, a Szu–34 és a J–10, valamint az F–16AM/BM/E/F/I és a CCIP korszerűsítésen átesett C/D-k, az F/A-18E/F Super Hornet és EA–18G Growler, a korszerűsített F–15C/D/E-k és az F–15I/K/SG-k.